# Aide-soignant militaire

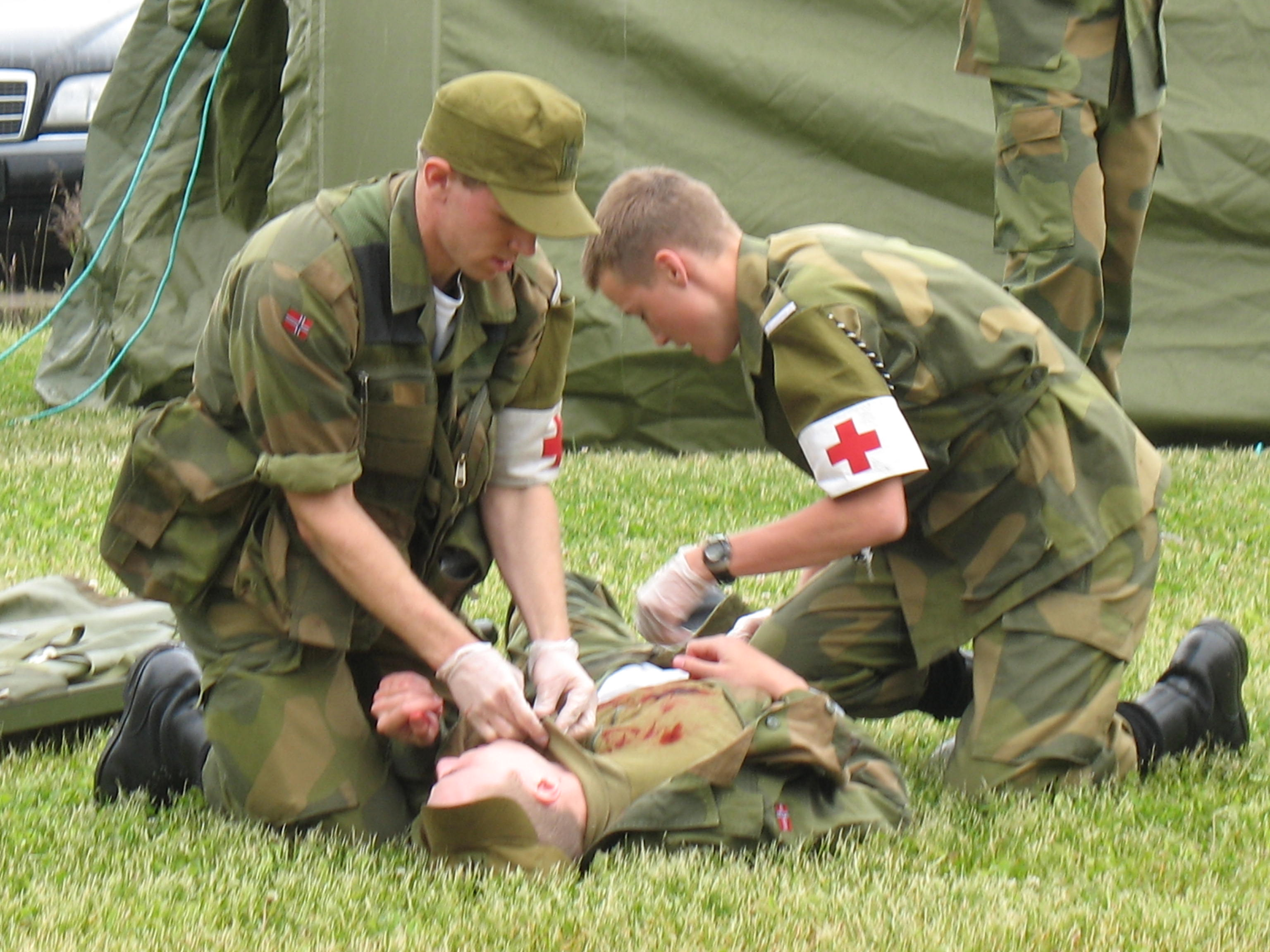
Aides-soignants norvégiens lors d'un exercice.

Aide-soignant militaire désigne un métier dans lequel des militaires sont entrainés à fournir les premiers secours et soins sur un champ de bataille. Ils doivent également fournir des soins médicaux (contre des maladies ou des blessures de combats) en l'absence d'un médecin. Ces aides-soignants partent habituellement avec les troupes de combat. En 1864, seize États européens adoptent la première convention de Genève pour sauver des vies, pour minimiser la souffrance du personnel militaire blessé ou malade et pour protéger le personnel médical dans l'ordre de fournir les premiers secours. 
D'après la convention de Genève, tirer sur un personnel médical portant clairement un insigne est considéré comme un crime de guerre.
À l'époque actuelle, la majorité des aides-soignants militaires portent une arme pour se protéger eux-mêmes ainsi que la victime qu'ils soignent.